# Kiss Miklós (pedagógus)
Kiss Miklós, dr. (Tatabánya, 1958. –) Ericsson- és Mikola-díjas matematika-fizika-számítástechnika szakos tanár.

## Életpályája

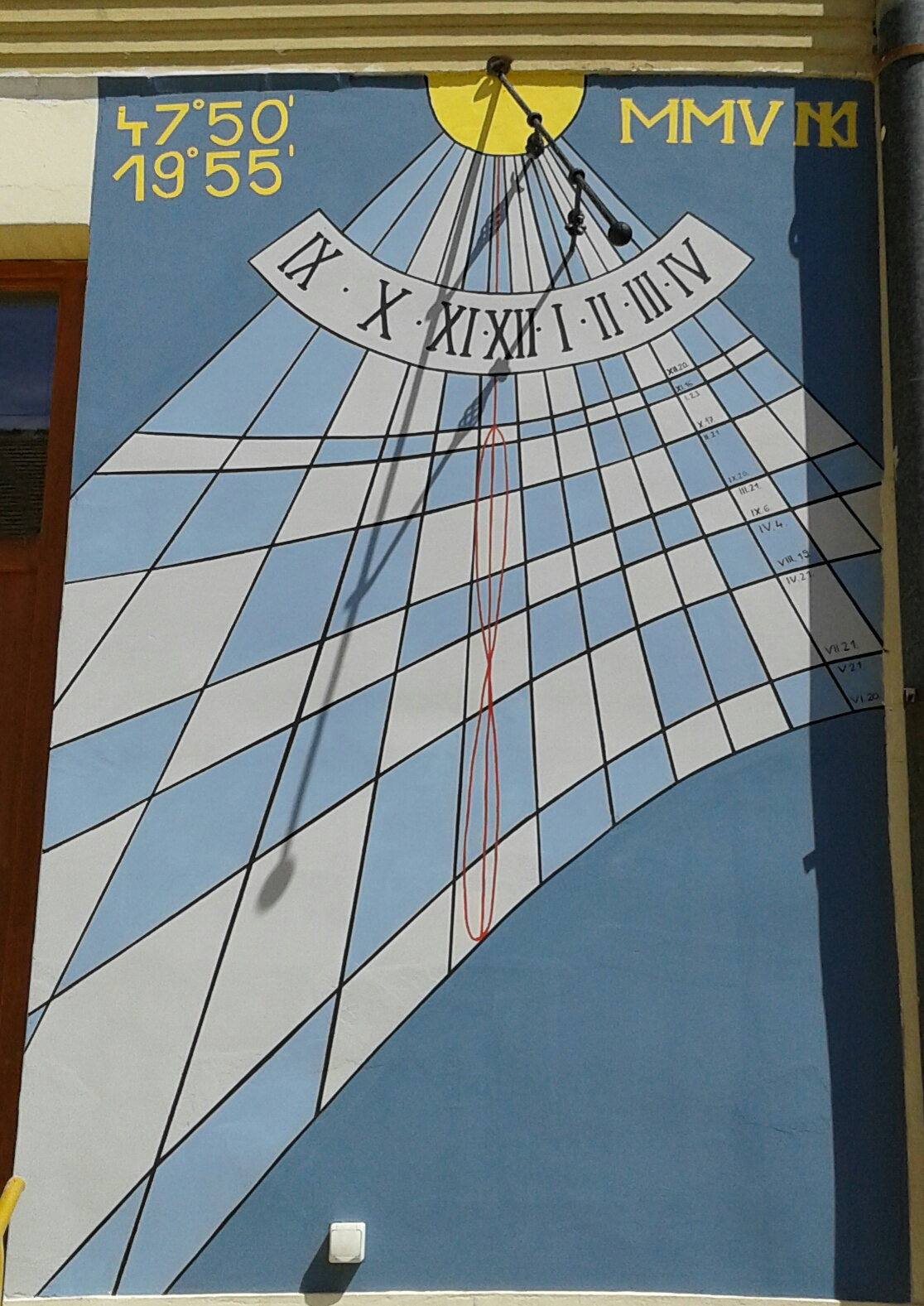
A Berze Nagy János Gimnázium napórája. Tervezője dr. Kiss Miklós

Az Eötvös Loránd Tudományegyetemen 1982-ben kapott matematika fizika-szakos tanári oklevelet, majd 1985-ben a debreceni Kossuth Lajos Tudományegyetemen számítástechnika tanári végzettséget szerzett.
Végzését követően, 1982-től a gyöngyösi Berze Nagy János Gimnáziumban kezdett tanítani, azóta is itt dolgozik. 1994-től 1995-ig a számítástechnikai munkaközösség, 1996-tól a fizika munkaközösség vezetője.
2005–2008 között a Debreceni Egyetem Fizikatudományok Doktori Iskoláján levelező hallgatója volt, ezt követően 2013-ban ugyanitt cum laude minősítéssel tudományos fokozatot (PhD) szerzett fizikából. Kutatási területe magszintézis neutronbefogással. 2015-től minősített kutatótanár. 2023 óta nyugdíjas.
Tevékenyen részt vesz a tehetséggondozói és a fizikát népszerűsítő munkában. 1995 és 1998 között a Bugát Pál Kárpát-medencei Természetismereti Műveltségi Vetélkedő döntőjének szervezője volt, 2015-től a vetélkedő zsűrjének tagja fizikából. 1995-től egyik fő szervezője a Mikola Sándor Országos Középiskolai Tehetségkutató Fizikaversenynek, és tagja a verseny feladatkitűző bizottságának is. Tanítványai eredményesen szerepeltek több országos fizikaversenyen (Hatvani István-, a Szilárd Leó-, a Mikola-, a Vermes Miklós-verseny). Egyik kedvenc területe a napórák készítése, 2005-ben iskolája számára készített egy olyan napórát, amelyről a dátum is leolvasható.

## Publikációi

### Cikkek
- Informatika eszközök a fizika oktatásában: 74–77. oldal + CD melléklet, Nemzeti Tankönyvkiadó 2003. ISBN 9631940942
- Készítsünk napórát! Fizikai Szemle, 2006/4., 132–138. oldal → PDF változat
- https://www.berze.hu/napora/index.html Archiválva 2021. december 5-i dátummal a Wayback Machine-ben
- Mikola-döntő Gyöngyösön, (társszerző: Kissné Császár Erzsébet) Fizikai Szemle 2008/5., 189–192. oldal  → PDF változat Archiválva 2018. április 10-i dátummal a Wayback Machine-ben
- A Unified Model for Nucleosynthesis of Heavy Elements in Stars (prezentáció), (társszerző: Trócsányi Zoltán), NPAIV, Frascati, 2009. június 10.
- Nehéz elemek keletkezése csillagokban (prezentáció), (társszerző: Trócsányi Zoltán), Fizikatanítás tartalmasan és érdekesen: Magyar nyelvű nemzetközi szeminárium magyarul tanító fizikatanárok számára, 2009. augusztus 27–29., Budapest, ELTE
- Nehéz elemek keletkezése csillagokban, Fizikatanítás tartalmasan és érdekesen: Magyar nyelvű nemzetközi szeminárium magyarul tanító fizikatanárok számára, 2009. augusztus 27–29. (konferenciakötet), Budapest, ELTE Fizika Doktori Iskola,  397–402. ISBN 978-963-284-150-2, → PDF változat
- A unified model for nucleosynthesis of heavy elements in stars, (társszerző: Trócsányi Zoltán),  Journal of Physics: Conference Series, Volume 202, Issue 1, pp. 012024 (2010). (Miklós Kiss and Zoltán Trócsányi 2010 J. Phys.: Conf. Ser. 202 012024 doi: 10.1088/1742-6596/202/1/012024)  → PDF változat
- A vasnál nehezebb elemek keletkezése, Fizikai Szemle, 2011/3. 78–86., oldal → PDF változat Archiválva 2018. április 10-i dátummal a Wayback Machine-ben
- Phenomenological Description of Neutron Capture Cross Sections at 30 keV NPA5 poster, 2011.04.
- Phenomenological Description of Neutron Capture Cross Sections at 30 keV, (társszerző: Trócsányi Zoltán),  ISRN Astronomy and Astrophysics, vol. 2013, Article ID 170954, 8 pages, 2013. doi:10.1155/2013/170954  → PDF változat
- Rate Analysis or a Possible Interpretation of Abundances (poszter), Nuclei in the Cosmos, Debrecen, 2014. július 7–11.
- Rate Analysis or a Possible Interpretation of Abundances, proceeding, PoS(NIC XIII)110, → A konferencia teljes anyaga, → A cikk PDF formátumban
- Neutron capture nucleosynthesis (Presentation), International Conference on Teaching Physics Innovatively. Budapest, Hungary, 17–19 Aug., 2015, → PDF változat

- Mikola competition, International Conference on Teaching Physics Innovatively. Budapest, Hungary, 17–19 Aug., 2015., 317–322., (eds.: A. Kiraly and T. Tel, Graduate School for Physics, ELTE, Budapest) nyomtatott kiadvány. → PDF változat

- Mikola competition, International Conference on Teaching Physics Innovatively. TPI-15. New Learning Environments and Methods in Physics Education. Budapest, Hungary, 17–19 Aug., 2015. Proceedings e-book

- Neutron capture nucleosynthesis, International Conference on Teaching Physics Innovatively. TPI-15. New Learning Environments and Methods in Physics Education. Budapest, Hungary, 17–19 Aug., 2015., 409–414., (eds.: A. Kiraly and T. Tel, Graduate School for Physics, ELTE, Budapest) nyomtatott kiadvány. → PDF változat

- Neutron capture nucleosynthesis, International Conference on Teaching Physics Innovatively. TPI-15. New Learning Environments and Methods in Physics Education. Budapest, Hungary, 17–19 Aug., 2015., Proceedings. e-book
- Ütközésekről középiskolában – másként, Fizikai Szemle 2016/9., 317–319. oldal → PDF változat Archiválva 2018. április 10-i dátummal a Wayback Machine-ben

- Nucleosynthesis Step By Step, International Journal of Current Advanced Research, 06(12), pp. 8001-8005. DOI: http://dx.doi.org/10.24327/ijcar.2017.8005.1270 → PDF változat

- Stellar Evolution And Nucleosynthesis: The Role of AGB Mass, International Journal of Current Advanced Research, 07(2), pp. 10078-10081. DOI: http://dx.doi.org/10.24327/ijcar.2018.10081.1692 → PDF változat

- Relativitáselméletről középiskolában – másként, Fizikai Szemle 2018/4., 131–132. oldal → PDF változat Archiválva 2019. május 23-i dátummal a Wayback Machine-ben

- A Mikola-verseny gyöngyösi döntőjének mérési feladatairól, Fizikai Szemle 2021/9., 322–328. oldal

### Videók
- Magszintézis vason innen, vason túl – A „Németh László TÖK-tábor 2013” előadásai  - Mártély – 2013. június 25-30. (A GalileoWebcast.hu felvétele)
- Fizika kísérletek – A BerzeLab Gyöngyös YouTube csatorna fizika videói
- Öveges Tanár Úr utódai 2016 (A GalileoWebcast.hu felvétele a YouTube-on)

## Díjai, kitüntetései
- Ericsson-díj a fizika népszerűsítéséért (2001)
- Vermes-díj (2004)
- Mikola-díj (2005)
- Vermes Miklós Életműdíj (2006)
- Varga István-díj (2010)
- MTA Pedagógus Kutatói Pályadíj (2017)